# Ibrahim Adil Shah II

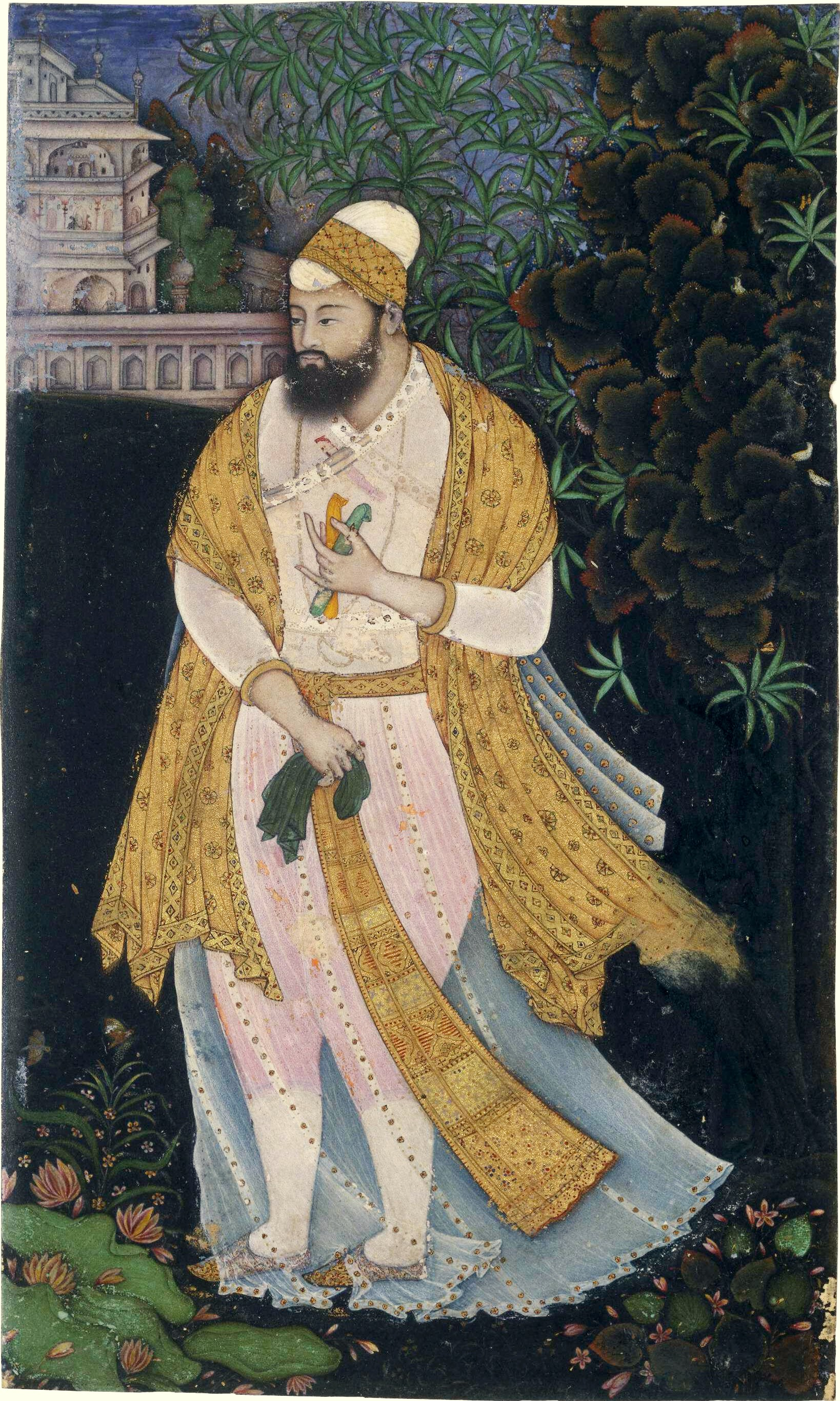
Ibrahim Adil Shah II.

Ibrahim Adil Shah II (Bijapur,1570 – Bijapur, 12 september 1627) was de zesde sultan van het sultanaat Bijapur, dat tijdens zijn bewind zijn bloeiperiode beleefde. Hij staat bekend als een tolerant en kosmopolitisch vorst die kunst en cultuur stimuleerde en zijn rijk verder uitbreidde naar het zuiden.
Ibrahim II werd sultan op negenjarige leeftijd na de dood van zijn oom Ali Adil Shah I in 1580. Daarop volgde een chaotische periode waarin Bijapur bestuurd werd door een drietal rivaliserende generaals die elkaar opvolgden als regent. In 1590 nam Ibrahim II het bestuur over. Hoewel zelf een soennitische moslim was zijn instelling syncretisch, en schiep hij in Bijapur een kosmopolitische hofcultuur met behulp van kunstenaars van verschillende disciplines uit de hele regio. Ook Europeanen waren welkom, zoals de Nederlandse kunstschilder Cornelis Heda. Ibrahim gaf zichzelf de sanskriet titel Jagatguru (wereldleraar), en speelde zelf muziekinstrumenten, sprak meerdere talen en schreef een verzameling gedichten getiteld Kitab-i Nauras. Hierin prees hij vooral de Hindoeïstische goden van kennis en wijsheid Ganesh en Sarasvati, de profeet Mohammed en de Soefi heilige Bande Nawaz.

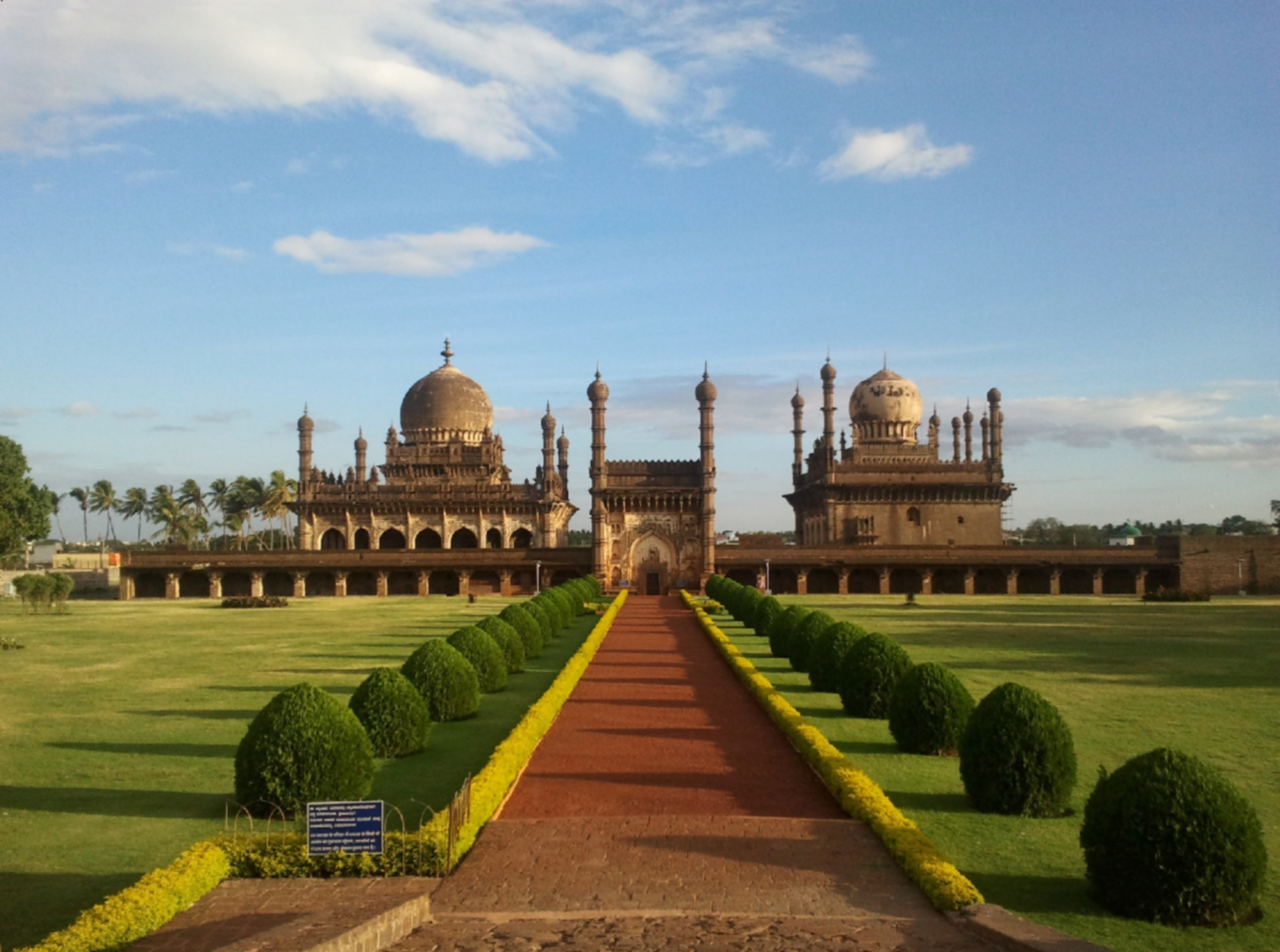
Ibrahim Rauza in Bijapur.

Enkele kilometers ten westen van Bijapur stichtte hij in 1599 de nieuwe stad Nauraspur, bedoeld als centrum voor architectuur, kunst en wetenschap. Als voorbeeld dienden Fatehpur Sikri en Isfahan. Nauraspur werd in 1624 al weer verwoest door het leger van het naburige sultanaat Ahmednagar.
In september 1627 overleed Ibrahim II. Hij werd begraven in het door zijn weduwe Taj Sultana gebouwde Ibrahim Rauza mausoleum in Bijapur. Dit is een indo-islamitisch complex dat bestaat uit een tombe en een moskee, met er tussen in een vijver en een fontein, terwijl een grote poort leidt naar omringende tuinen. Ibrahim II werd opgevolgd door zijn zoon Mohammed Adil Shah.